# 55863 Jeffwayne
55863 Jeffwayne è un asteroide della fascia principale interna. Scoperto nel 1997, presenta un'orbita caratterizzata da un semiasse maggiore pari a 2,421457 UA e da un'eccentricità di 0,186261, inclinata di 2,936515ª rispetto all'eclittica. Ha un diametro di 3,903 km e un'albedo di 0,088.
Fa parte della famiglia di asteroidi Nisa.